# Satanisch ritueel misbruik
Satanisch ritueel misbruik is een term voor kindermishandeling door een groep van volwassen daders in het kader van een cult- of satansverering. Verhalen en getuigenissen hierover duiken sinds de jaren 1980 regelmatig op. Overtuigend bewijs voor het daadwerkelijk voorkomen  van deze vorm van kindermisbruik is nooit gevonden. Hoewel het fenomeen niet is uit te sluiten, wijst onderzoek erop dat een dissociatieve identiteitsstoornis mensen ontvankelijk maakt voor dergelijke complottheorieën.

## Oorsprong en definitie
In 1980 verscheen het controversiële boek Michelle Remembers, dat de Canadese psychiater Lawrence Pazder en zijn patiënte en latere echtgenote Michelle Smith hadden geschreven. Michelle zou zich er via hervonden herinneringen van bewust zijn geworden dat ze het slachtoffer was geweest van satanisch ritueel misbruik. Begin jaren 1980 doken in de Verenigde Staten verhalen op over satanisch ritueel misbruik. In deze verhalen werd melding gemaakt van mishandeling en verkrachting van vrouwen en kinderen, kannibalisme, moord, orgieën, prostitutie, offeren van dieren en kinderen aan Satan en hersenspoeling door satanisten.
Op basis van deze verhalen wordt satanisch ritueel misbruik in de wetenschappelijke literatuur gedefinieerd als 'Herhaaldelijke en systematische fysieke, seksuele en emotionele mishandeling van een kind door een groep van volwassen daders in het kader van een cult- of satansverering; mee worden genomen naar verlaten plaatsen, getuige moeten zijn van en ondergaan van extreme lichamelijke marteling en seksueel misbruik; getuige moeten zijn van het verminken en doden van dieren; levend begraven worden in een doodskist of in een graf; gedwongen druggebruik; gedwongen bevruchting en het offeren van het eigen kind.'

## Satanisch ritueel misbruik in Nederland

### Oude Pekela
Enkele jaren later had het concept satanisch ritueel misbruik ook naar de conservatieve christelijke gemeenschap in Nederland zijn weg gevonden. In 1989 beweerden ouders in de actualiteitenrubriek Tijdsein van de Evangelische Omroep dat hun kinderen op school getuige waren geweest van satanisch ritueel misbruik en dat kinderen in 1987 ritueel waren misbruikt in Oude Pekela. Destijds was in die zaak alleen 'normaal' seksueel misbruik gemeld aan de justitiële autoriteiten, die geen enkel bewijs konden vinden van wat voor misbruik dan ook. Volgens Tijdsein echter hadden zowel de ouders als psychiater Gerrit Mik, die 25 van de 70 kinderen die in Oude Pekela misbruikt zouden zijn had onderzocht, het onderzoeksteam verteld over de rituele slachting van kinderen en volwassenen, maar de autoriteiten zouden dat hebben ontkend.

### Meldingen van satanisch ritueel misbruik
In 1991 werden de Afdeling Jeugdbescherming en Reclassering van het Ministerie van Justitie en de Geneeskundige Hoofdinspectie Geestelijke Volksgezondheid door een gezinsvoogdijvereniging voor het eerst in kennis gesteld van satanisch ritueel misbruik. Op 17 september 1992 rapporteerde de Inspectie Jeugdhulpverlening aan minister van Welzijn, Volksgezondheid en Cultuur d'Ancona en staatssecretaris van Justitie Kosto dat tot augustus 1992 bij jeugdhulpverleningsinstellingen meldingen inzake satanisch ritueel misbruik waren binnen gekomen met betrekking tot elf jeugdigen in de provincies Noord-Holland en Utrecht. Hoewel de autoriteiten nu formeel op de hoogte waren van het mogelijk bestaan van satanisch ritueel misbruik, werden er geen stappen ondernomen. Pas nadat seculiere media - op basis van het onderzoek naar de betrouwbaarheid en de validiteit van de diagnose meervoudige persoonlijkheidsstoornis (mps) van de psychologen Suzette Boon en Nel Draijer - hadden gemeld dat satanisch ritueel misbruik in Nederland voorkwam, stelde de staatssecretaris van Justitie de multidisciplinaire Werkgroep Ritueel Misbruik in.

### Werkgroep Ritueel Misbruik
Op 21 april 1994 concludeerde de Werkgroep Ritueel Misbruik dat satanisch ritueel misbruik waarschijnlijk niet voorkwam in de vorm waarop het in de verhalen werd beschreven. Ook achtte zij de kans gering dat deze verhalen 'in volle omvang' op waarheid berustten. De werkgroep sloot niet uit dat de verhalen een vervanging waren voor andere traumatische gebeurtenissen. Het slachtoffer zou het verhaal dan gebruiken als een afweermechanisme, waarmee andere, minder extreme traumatische voorvallen werden verwerkt. Volgens de Werkgroep Ritueel Misbruik was het ook mogelijk dat sommige personen door suggestieve vragen van de mps-therapeut abusievelijk waren gaan denken dat zij het slachtoffer waren geweest van satanisch ritueel misbruik. Ten slotte sloot de werkgroep niet uit dat het bij deze verhalen ging om hedendaagse legenden, die zich als een epidemie verspreidden door een netwerk van mps-therapeuten en slachtoffers.
De publicatie van het rapport van de Werkgroep Ritueel Misbruik leidde tot een korte discussie in de media en de wetenschappelijke literatuur. In deze discussie hadden critici en sceptici een dominante rol. Mps-therapeuten gaven alleen in enkele wetenschappelijke tijdschriften hun visie op de meervoudige persoonlijkheidsstoornis en satanisch ritueel misbruik. Dankzij de geringe rol van de mps-beweging in het debat ter zake en de sterke tegenbeweging van critici en sceptici, hebben de autoriteiten, de media, de strafrechtspraktijk en het overgrote deel van de bevolking in Nederland satanisch ritueel misbruik nooit gezien als een groot maatschappelijk probleem. Mede daardoor zijn in Nederland ook relatief weinig boeken en artikelen over dit fenomeen verschenen. De psychologen Hans Crombag en Harald Merckelbach hebben in hun boek Hervonden herinneringen en andere misverstanden (1996) een hoofdstuk aan satanisch ritueel misbruik gewijd.

### Argos
Het VPRO/BNNVARA/Human-radioprogramma Argos maakte in 2020 de uitzending Glasscherven en duistere rituelen, waarin verschillende vermeende slachtoffers spraken over ernstig seksueel misbruik, martelingen en het offeren van baby's.
De Kamerleden Attje Kuiken (PvdA) en Michiel van Nispen (SP) stelden naar aanleiding van het programma vragen aan minister Grapperhaus. Volgens de minister viel het voorkomen van ritueel misbruik in Nederland niet uit te sluiten, maar had de Landelijke Expertisegroep Bijzondere Zedenzaken (LEBZ) in meer dan 20 jaar nooit overtuigend bewijs gevonden, en was geen enkele zaak ooit voorgelegd aan het OM.
Naar aanleiding van onder meer de Argos-uitzending verzocht de Tweede Kamer middels een motie van Niels van den Berge (GroenLinks) om nieuw onderzoek naar de "aard en omvang van georganiseerd sadistisch misbruik van kinderen". Het Wetenschappelijk Onderzoek- en Documentatiecentrum (WODC), dat in eerste instantie was aangezocht, gaf de onderzoeksopdracht terug omdat het wetenschappelijk onderzoek naar oncontroleerbare uitspraken van slachtoffers en therapeuten onmogelijk achtte. Hierop stelde minister Grapperhaus een commissie in, onder leiding van de bijzonder hoogleraar Jan Hendriks (UvA).
De commissie-Hendriks bracht in december 2022 het rapport Tussen ongeloof, ondersteuning en opsporing uit. Volgens de commissie bestond georganiseerd en gewelddadig misbruik van minderjarigen. Van het bestaan van netwerken die zich bezig zouden houden met ritueel of satanisch misbruik van kinderen was de commissie echter niet overtuigd. Geen enkele opsporingsdeskundige had ooit beeldmateriaal van dergelijk misbruik gezien. Mogelijk hadden de vermeende slachtoffers de verhalen onderling uitgewisseld en waren ze die als waargebeurd gaan beschouwen, opperde de commissie, en wellicht zouden ze zich hebben laten beïnvloeden door complottheorieën.
Argos had in 2018 al eens een vermeend slachtoffer en haar moeder aan het woord gelaten in Het Verhaal van Lisa. In de jaren hierna werd dit vermeend geval van ritueel misbruik, waar tal van hooggeplaatsten bij betrokken zouden zijn, opgepakt door de complotdenker Huig Plug, die zelfs bij de vermeende hoofddader aan de deur kwam. Het kwam tot een rechtszaak en in december 2023 werd Plug wegens opruiing, smaad en stalken veroordeeld tot negen maanden cel, waarvan vijf maanden voorwaardelijk. De moeder kreeg twee maanden voorwaardelijk en een taakstraf.
De volgende dag publiceerde de Volkskrant een artikel over deze affaire. Diezelfde dag haalde Argos het gehele dossier over ritueel misbruik offline. HUMAN-hoofdredacteur Marc Josten en VPRO-hoofdredacteur Willem van Zeeland meenden dat zij "Met de wijsheid van nu (...) ondanks de overtuigende getuigenverklaringen in deze uitzending, hogere eisen [hadden] moeten stellen aan hard bewijs."

## Sociale constructie
In Nederland is de kwestie nauwelijks meer geweest dan een storm in een glas water. Dit heeft een aantal oorzaken. Zo heeft de mps-beweging wel verschillende malen de gelegenheid gehad om hun visie via religieuze en later ook seculiere media aan de bevolking te presenteren, maar zijn hun beweringen niet aangeslagen. De aandacht in de seculiere media heeft er wel toe geleid dat de staatssecretaris van Justitie een speciale Werkgroep Ritueel Misbruik heeft ingesteld. De critici en sceptici roerden zich pas na de publicatie van het Rapport van de Werkgroep Ritueel Misbruik dat op 21 april 1994 verscheen. De tegenbeweging ging toen frontaal in de aanval. Als gevolg daarvan raakten de beweringen van de mps-beweging nagenoeg volledig ondergesneeuwd; het debat over satanisch ritueel misbruik was eigenlijk al over voordat het goed en wel was begonnen. Een andere oorzaak is dat in het grotendeels seculiere Nederland een voedingsbodem voor verhalen over satanisch ritueel misbruik ontbreekt. De turbulente jaren 1960 en 1970 hebben geleid tot een deconfessionalisering en ontzuiling van de samenleving. Deze processen zijn gepaard gegaan met een verhoudingsgewijs snelle ontkerkelijking. Dit laatste aspect heeft ertoe bijgedragen dat het merendeel van de bevolking niet meer vertrouwd is met religieuze begrippen als satan en duivel. Dit neemt overigens niet weg dat tot op de dag van vandaag een aanzienlijk aantal psychotherapeuten niet lijkt te twijfelen aan de prevalentie van satanisch ritueel misbruik in Nederland. Hetzelfde geldt voor de media. In 2005 bijvoorbeeld besteedde het programmablad Visie van de Evangelische Omroep tweemaal aandacht aan dit onderwerp.
In de Verenigde Staten heeft het debat over satanisch ritueel misbruik geleid tot een jarenlange morele paniek en een moderne heksenjacht. Daarbij zijn duizenden mensen ervan beschuldigd dat zij satanisch ritueel misbruik zouden hebben gepleegd, zijn honderden mensen daarvoor daadwerkelijk vervolgd en zijn tientallen mensen veroordeeld tot jarenlange en soms zelfs levenslange gevangenisstraffen. Tussen 1984 en 1989 zou het zijn gegaan om circa 100 beschuldigden van wie zo'n 50 terecht moesten staan. Een Amerikaans echtpaar dat op beschuldiging van misbruik tijdens satanische rituelen tot 48 jaar was veroordeeld in de zogeheten Oak Hill-zaak, werd in 2013 na 21 jaar gevangenis op borgtocht vrijgelaten en werd in 2017 vrijgesproken.
Bij de ontwikkeling en bestendiging van deze morele paniek zijn de constitutieve elementen van satanisch ritueel misbruik (drugs, abortus, prostitutie, incest, seksueel misbruik, pedoseksualiteit en pornografie) doorslaggevend geweest. Stuk voor stuk morele kwesties waarover het overgrote deel van de overwegend religieuze bevolking van de Verenigde Staten zich al decennialang zorgen maakt. Met name christelijke fundamentalisten en andere behoudende christenen zien die kwesties als het bewijs van een algemene normvervaging. Volgens hen kan het bijna niet anders dan dat de mensen die zich aan zulk 'immoreel' gedrag overgeven c.q. bezondigen satanisten zijn. De verhalen van de slachtoffers van satanisch ritueel misbruik komen voor hen dan ook niet als een verrassing, maar zijn juist een bevestiging van het morele onheil waarvoor zij al decennialang waarschuwen. De satanisten zijn in dit opzicht de perfecte zondebok, omdat zij de verpersoonlijking zijn van het kwaad. Bovendien is de benaming zo algemeen dat zij ruimte laat om iedereen die zich niet conformeert aan de heersende traditionele normen en waarden ervan te beschuldigen een satanist te zijn.